# Шахтёр (футбольный клуб, Нововолынск)
Шахтёр (укр. Шахтар) — украинский футбольный клуб из Нововолынска. Основан в 1958 году. Выступает в чемпионате Волынской области. Играет в чёрно-белых футболках.

## История

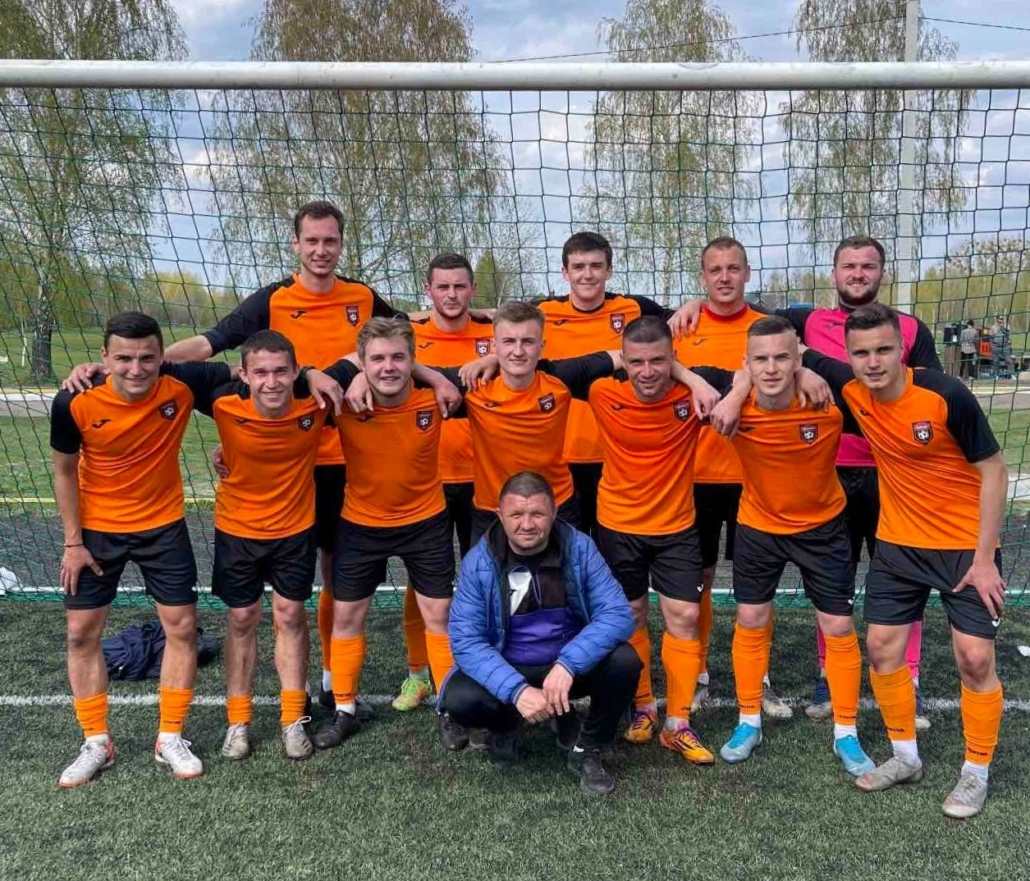
Команда в 2022 году

Футбольная команда появилась в Нововолынске, населённом пункте основанном в связи с разработкой угольных месторождений, в 1953 году. Спустя пять лет, в 1958 году, был образован футбольный клуб «Шахтёр». Команда на протяжении всей истории в основном выступала в чемпионате Волынской области, где в советской время становилась победителем шесть раз (1960, 1964, 1965, 1969, 1974, 1976). В Кубке области команда добивалась успехов в 1956, 1960, 1961, 1967 годах. «Шахтёр» также пять раз играл в чемпионате Украинской ССР (в 1957, 1958, 1959, 1965, 1966), однако успехов не добивался. В сезоне 1968 года команда играла в классе «Б» (зона УССР), где заняла последнее 22 место.
После провозглашения Украиной независимости клуб получил спонсора в лице Нововолынской шахты № 9 вследствие чего играл под названием «Шахта-9» в течение трёх сезонов любительского чемпионата Украины (1992—1995). В 2008 году «Шахтёр» сумел завоевать Кубок Волынской области впервые за 41 год, а в 2020 году — чемпионат области, впервые за 44 года.

## Стадион

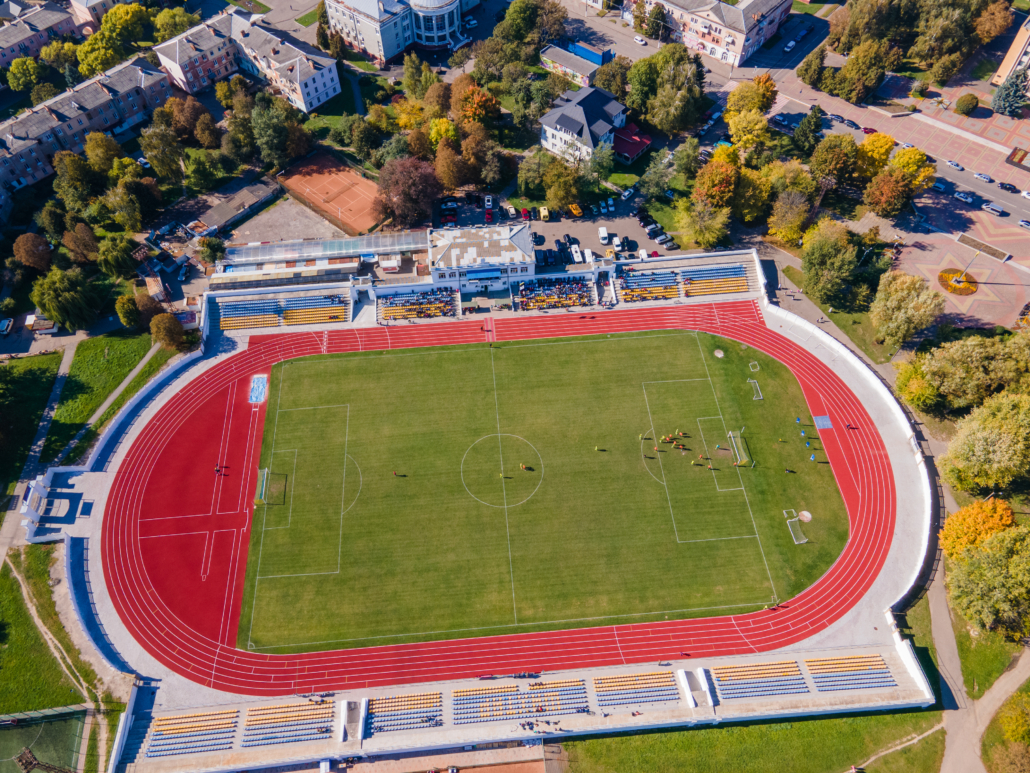
Стадион

Стадион «Шахтёр» построен в 1958 году. В 2003 году стадион стал частью спортивно-оздоровительного комплекса «Шахтёр», куда также входят спортивный зал и несколько искусственных полей. В 2018—2020 годах прошла реконструкция стадиона. Вместимость стадиона — 6 тысяч зрителей.

## Достижения
За время существования команда добивалась следующих достижений:
- Чемпион Волынской области (7): 1960, 1964, 1965, 1969, 1974, 1976, 2020, 2022[8]
- Серебряный призёр чемпионата Волынской области (6): 1957, 1958, 1966, 1973, 1980, 1991
- Бронзовый призёр чемпионата Волынской области (8): 1979, 1986, 1987, 1988, 1989, 1992, 2009, 2011
- Победитель Кубка Волынской области (5): 1956, 1960, 1961, 1967, 2008
- Финалист Кубка Волынской области (11): 1957, 1965, 1968, 1970, 1971, 1973, 1974, 1987, 1989, 2009, 2011
- Финалист Суперкубка Волынской области: 2021[9]

## Главные тренеры
- Николай Гаврилюк (1958)[7]
- Тенгиз Микадзе (1960—1961)[7]
- Николай Гаврилюк (1961)[7]
- Александр Карандеев (1986)[7]
- Андрей Грищук (1992—1993)[7]
- Александр Лихобицкий (1996-1999)
- Виктор Глынюк (2004)[7]
- Александр Лихобицкий (2013-2017)
- Юрий Демус (2018-)[8]

## Результаты выступлений
- Лучший результат во второй лиге СССР — 22 место (в зональном турнире РСФСР класса «Б» 1968 год).
- Лучший результат в Кубке СССР — 1/8 финала (в зональном турнире Кубка СССР 1967/1968 год).

### СССР
| Сезон   | Турнир                                                             | Достижение |
| ------- | ------------------------------------------------------------------ | ---------- |
| 1960    | Переходные матчи за право играть в классе «Б» чемпионата СССР 1960 | поражение  |
| 1960    | Кубок УССР среди КФК, 4 зона                                       | 1/2        |
| 1961    | Кубок УССР среди КФК, 4 зона                                       | 1/2        |
| 1964    | Переходные матчи за право играть в классе «Б» чемпионата СССР 1964 | поражение  |
| 1965    | Переходные матчи за право играть в классе «Б» чемпионата СССР 1965 | поражение  |
| 1965    | Чемпионат УССР среди КФК, 6 зона                                   | 4-е место  |
| 1966    | Чемпионат УССР среди КФК, 6 зона                                   | 5-е место  |
| 1967/68 | Кубок СССР 1967/68                                                 | 1/2048     |
| 1967    | Кубок УССР среди КФК, ? зона                                       | 1/2        |
| 1968    | Чемпионат СССР 1968, класс «Б», 1 зона УССР                        | 22-е место |

### Чемпионат области

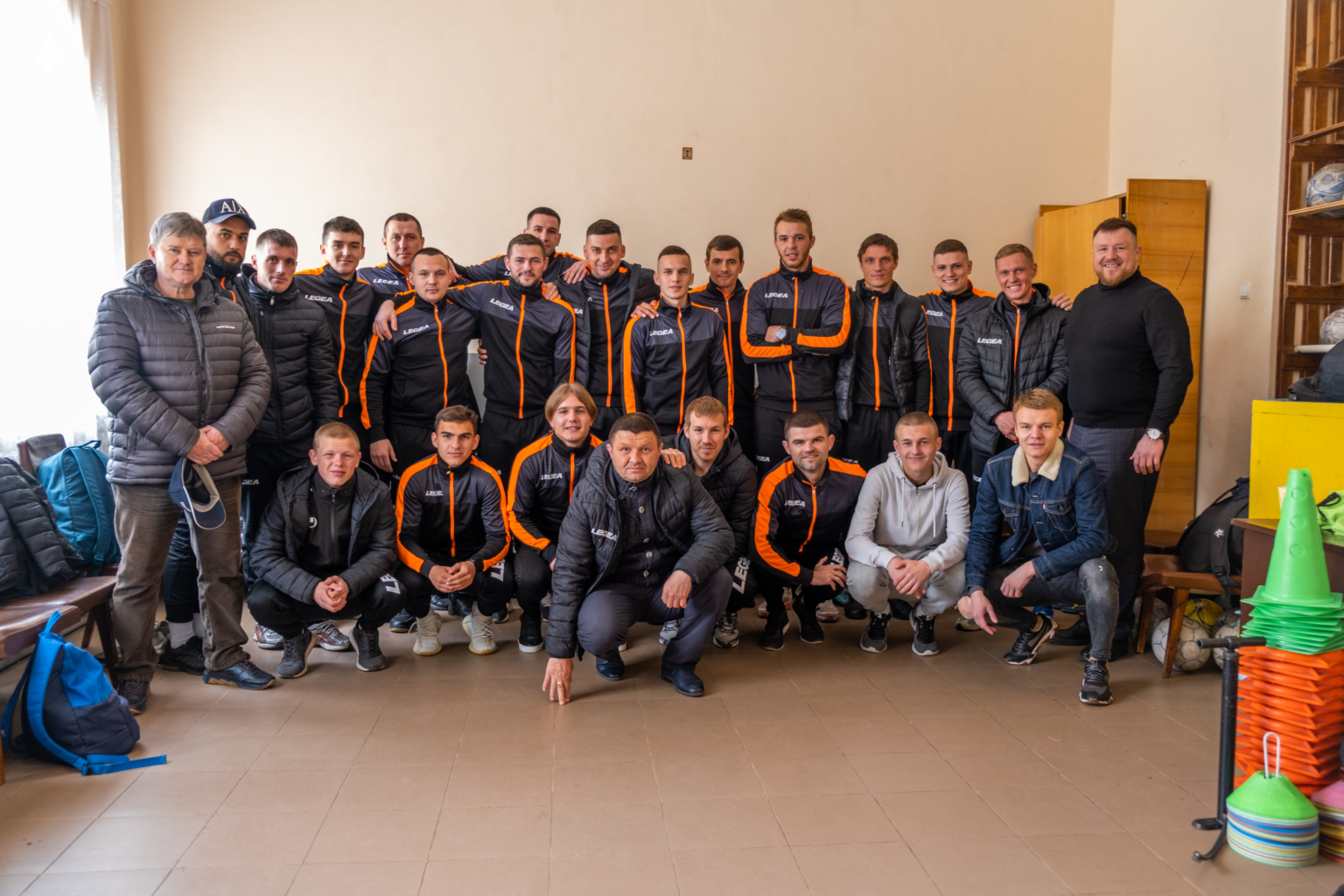
Команда в 2021 году

В чемпионате Волынской области «Шахтёр» имел следующие результаты:
- 2003 — 4 место
- 2004 — 6 место
- 2006 — 4 место
- 2007 — 5 место
- 2008 — 5 место
- 2009 — 3 место
- 2010 — 4 место
- 2011 — 3 место
- 2012/13 — 5 место
- 2013/14 — 6 место
- 2014/15 — 6 место
- 2015/16 — 6 место
- 2016/17 (группа «Б») — 4 место
- 2017/18 (группа «Б») — 5 место
- 2018/19 — 5 место
- 2019/20 — 1 место
- 2022 — 1 место